# La Route de mon frère
La Route de mon frère (titre original anglais : My Brother's Road: An American's Fateful Journey to Armenia) est une biographie de Monte Melkonian (1957-1993) écrite par son frère Markar Melkonian avec l'aide de la veuve de ce premier, Séda Melkonian.
Elle retrace le parcours de Monte Melkonian, de ses débuts en Californie jusqu'à sa mort lors de la guerre du Haut-Karabagh, en passant par son activisme au début de la révolution iranienne, son implication au sein des groupes d'autodéfense arméniens à Beyrouth lors de la guerre du Liban et son rôle dans l'Armée secrète arménienne de libération de l'Arménie,,,.

## Éditions
Édition originale
- (en) My brother's road : An American's fateful journey to Armenia, Londres, I.B. Tauris, 2005, 344 p. (ISBN 978-1850436355, OCLC 568056097)

Édition française
- Markar Melkonian (trad. Stéphane Normand), La Route de mon frère4, Thaddée, 2018, 404 p. (ISBN 978-2919131358)